# آلیاژهای آلومینیوم–اسکاندیوم
آلیاژهای آلومینیم–اسکاندیم (Al–Sc) آلیاژهای آلومینیمی هستند که عمدتاً از آلومینیم (Al) و اندکی اسکاندیم (Sc) به‌عنوان عناصر اصلی آلیاژی تشکیل شده‌اند.
اسکاندیم به‌طور جزئی در حالت جامد آلومینیم حل می‌شود و محلول جامد طی فرایند پیرسختی در دمای بالا، فاز AL3Sc را رسوب می‌دهد. این فاز می‌تواند به یک توزیع مناسب از ذرات کروی دست یابد که موجب افزایش قابل توجه استحکام آلیاژ آلومینیم می‌گردد.
اثر استحکام‌بخشی اسکاندیم برای نخستین بار در دههٔ ۱۹۶۰ میلادی کشف شد که با مطالعهٔ زیاد و کار بر روی آلیاژهای دوتایی آلومینیم-اسکاندیم و سه‌تایی آلومینیم-منیزیم-اسکاندیم به‌دست آمد. اثرات اصلی اسکاندیم در آلیاژهای آلومینیم، افزایش استحکام، افزایش مقاومت به ترک گرم، مقاومت در برابر تبلور مجدد و کاهش اندازهٔ دانه هستند.
این اثر استحکام‌بخشی فوق ویژه با افزودن مقدار کمی اسکاندیم، برای نخستین بار در یک مقاله توسط Willey در سال ۱۹۷۱ گزارش شد. افزایش قابل توجه در خواص ماده در محدودهٔ ۰٫۱ تا ۱ درصد وزنی اسکاندیم یافت شد. مقاله شامل اطلاعاتی در مورد خواص بازهٔ وسیعی از آلیاژهای متأثر از عملیات‌های مکانیکی و حرارتی مختلف می‌شد و به‌طور خاص، اثر سودمند تغییر شکل پیش از پیرسختی و فایدهٔ دماهای بالای پیرسختی (به‌طور مثال 563K) را مورد بررسی قرار می‌داد. برای مثال یک آلیاژ Al-5.25%Mg که حاوی ۰٫۳٪ اسکاندیم باشد، استحکام تسلیمی برابر با ۳۶۵ MPa دارد؛ یعنی بیشتر از دو برابر همین آلیاژ بدون اسکاندیم.
تقریباً یک رابطهٔ خطی بین تنش تسلیم و مقدار اسکاندیم وجود دارد. بر اساس داده‌ها به‌طور میانگین با افزودن هر ۰٫۱٪ اسکاندیم، افزایشی به میزان ۵۰ MPa در تنش تسلیم آلیاژ رخ می‌دهد.

## دسته‌بندی[۴]

### سیستم دوتایی Al-Sc (سری ×××۱)
با توجه به دیاگرام فازی دوتایی آلومینیم-اسکاندیم، بیشینهٔ مقدار انحلال اسکاندیم در آلومینیم آلفا مقدار ۰٫۳۳٪ وزنی است. تنها راه افزایش انحلال اسکاندیم در آلومینیم سرمایش سریع است؛ به‌طوری‌که این مقدار تا ۳٫۲٪ وزنی برای سرعت سرمایش105 ˚C/s افزایش می‌یابد. برخلاف اسکاندیم، بیشتر فلزهای آلیاژسازی آلومینیم، مثل زیرکونیم و تیتانیم یک واکنش peritectic را شکل می‌دهند. در حالی که طبیعت اوتکتیک آلیاژ آلومینیم-اسکاندیم موجب جدایش دندریت‌های اسکاندیم حین انجماد می‌گردد؛ بنابراین اسکاندیم در نواحی بین دندریتی جمع شده و هستهٔ دندریت‌ها از اسکاندیم فقیر هستند. یک عملیات حرارتی حالت جامد در دمای بالا (اغلب بالای ۵۰۰˚C) می‌تواند به همگن شدن اسکاندیم در ریزساختار یاری رسانده و اثرات مضر جدایش را کاهش دهد. البته این همگن‌سازی می‌تواند استحکام را از طریق پدیدهٔ بازگشت و تبلور مجدد کاهش دهد.
بر اساس آنچه گزارش شده، بیشترین مقدار استحکام در عملیات حرارتی به مدت ۳ ساعت در دمای ۳۰۰˚C به‌دست می‌آید. بیشتر اثرات سودمند اسکاندیم در آلیاژ آلومینیم، وابسته به تشکیل فاز Al3Sc است. پراکندگی Al3Sc معمولاً طی شرایط در این فرایندها رخ می‌دهد:
-حین انجماد بعد از ذوب یا جوش
-حین فرایندهای دمای بالا در محدودهٔ ۴۰۰–۶۰۰˚C مثل نورد گرم و اکستروژن گرم
-حین عملیات حرارتی کنترل‌شده در بازهٔ دمایی ۴۰۰–۲۵۰˚C. در این حالت رسوب‌ها بهترین وضعیت و ابعاد را برای استحکام‌بخشی دارند.

#### آلیاژهای سه‌تایی Al-Sc-Zr
آلیاژ حاوی زیرکونیم قادر است سختی خود را به مدت یک ماه در دمای ۳۵۰˚C حفظ کند. این افزایش پایداری حرارتی به علت پوستهٔ غنی از زیرکونیم روی رسوبات Al3Sc است. در واقع پوستهٔ Al3Zr می‌تواند پارامتر Lattice فاز Al3(Sc1-xZrx) را کاهش دهد و بنابراین عدم تطابق با زمینهٔ آلومینیم آلفا را کم کند. این رویداد موجب کاهش نیروی محرکه برای زمخت شدن ذرات رسوب در اثر کاهش دما می‌گردد. آزمایش‌ها نه تنها افزایش پایداری حرارتی رسوبات آلیاژهای سه‌تایی آلومینیم-اسکاندیم-زیرکونیم را نشان می‌دهد. همچنین ثابت می‌کند که استحکام بیشتری به نسبت آلیاژهای دوتایی آلومینیم-اسکاندیم یا آلومینیم-زیرکونیم به‌دست می‌آید. ترکیب پایداری دمایی بالا در کنار رسانایی خوب الکتریکی و استحکام بالا، آلیاژ آلومینیم-اسکاندیم-زیرکونیم را تبدیل به یک گزینه برای کاربردهای رسانای سد حرارتی می‌کند. برخلاف فواید یاد شده، افزودن زیرکونیم موجب کاهش افزایش طول آلیاژ می‌گردد.

#### Al-Cu-(Mg)-(Mn)-Sc-(Zr) (سری ×××۲)
در ریزساختار این آلیاژها، سه فاز Al2Cu (Ө')، Al3Sc و Al5-8ScCu4-7 (W) می‌توانند با یکدیگر در تعادل باشند. فاز نیمه‌پایدار 'Ө و Al3Sc مؤثرترین فاز برای افزایش سختی در آلیاژ آلومینیم است. به‌طوری‌که 'Ө دمای پیرسختی زیر ۲۰۰˚C نیاز دارد و Al3Sc نیز در بازهٔ ۲۰۰–۴۰۰˚C پیرسخت می‌شود؛ بنابراین چالش اصلی در این آلیاژها انتخاب دمای پیرسختی مناسب برای به‌دست آوردن همزمان این دو فاز است. افزودن زیرکونیم می‌تواند با شکل‌دهی پوسته-هستهٔ ذرات رسوب (در بند قبل توضیح داده شد) به شکل‌گیری رسوبات با پایداری حرارتی کمک کند. ترکیب اسکاندیم و زیرکونیم در این آلیاژ همچنین می‌تواند به افزایش قابلیت اکسترود گرم منجر شود. در اکستروژن، «فشار عبور» عبارت است از بیشترین بارگذاری زمانی که ماده شروع به سیلان در غالب‌های اکستروژن می‌کند. افزایش این دو عنصر با افزایش فشار عبود همراه است.

#### Al-Mn-Sc (سری ×××۳)
منگنز پرکاربردترین فلز برای ایجاد استحالهٔ فازی در آلومینیم است. افزایش منگنز موجب تشکیل رسوباتی می‌گردد که استحکام ویژه را به طرز قابل توجهی تحت تأثیر قرار می‌دهند. اما تأثیر منگنز بر افزایش سختی ناچیز است.

#### Al-Si-Sc (سری ×××۶/×××۴)
افزایش سیلیسیم در آلیاژهای آلومینیم-اسکاندیم باعث افزایش چگالی رسوبات می‌گردد که استحکام در دمای اتاق را بهبود می‌بخشد. همچنین موجب تسریع جوانه‌زنی و رشد رسوبات می‌گردد. با این وجود سیلیسیم مقاومت به زمخت شدن رسوبات در دمای بالا را کاهش می‌دهد و افزایش سختی ناشی از رسوبات Al3Sc با افزودن مقدار سیلیسیم کاهش می‌یابد.

#### Al-Mg-Sc-(Zr) (سری ×××۵)
بیشترین مطالعه روی این سری آلیاژهای آلومینیم-اسکاندیم صورت گرفته است. نمودارهای فازی نشان می‌دهد که هیچ ترکیب سه فازی از AlMgSc در این آلیاژها تشکیل نمی‌گردد. فایدهٔ افزودن اسکاندیم یا اسکاندیم+زیرکونیم به آلومینیم-منیزیم، افزایش شکل‌پذیری، افزایش پایداری حرارتی، افزایش مقاومت به تبلور مجدد، افزایش استحکام، بهبود میزان افزایش طول و افزایش مقاومت به رشد ترک خستگی است.

#### Al-Zn-Mg-Sc-(Cu)-(Zr) (سری ×××۷)
فاز اصلی استحکام‌بخش در این سری آلیاژ، فاز MgZn2 است. اسکاندیم تنها به شکل رسوب Al3Sc در تعادل با فازهای دیگر است. نسل جدید سری ×××۷ آلیاژهای آلومینیم-اسکاندیم با افزودن مس و شکل‌گیری رسوب W-AlCuSc به دست می‌آیند. عناصر آلیاژی دیگر مثل زیرکونیم، نقره، اربیم و سریم به آلیاژهای آلومینیم-روی-منیزیم برای بهبود کارایی آن‌ها افزوده می‌شوند. سری جدید این آلیاژها به علت مقادیر کم مس، مقاومت خوبی در برابر خوردگی تنشی (scc) دارند. همچنین افزایش تنش تسلیم و تغییر شکل یکنواخت نیز حاصل آلیاژسازی با عناصر نام برده شده است.

## جانشین‌های مناسب برای اسکاندیم[۴]
با وجود حضور اثربخش اسکاندیم، به علت هزینهٔ بالای آن، بخشی از مطالعات بر روی عناصر ارزان‌تر برای جایگزینی اسکاندیم در Al3Sc انجام گرفته است. مطالعات نشان داد که عناصر تیتانیم، زیرکونیم، ایتریم، هافنیم، وانادیم، نیوبیم و تانتالم تمایل به جایگزینی با اسکاندیم در ساختار و عناصر نیکل و سیلیسیم تمایل به جایگزینی با آلومینیم را دارند. فلزاتی مثل زیرکونیم و تیتانیم، توانایی افزایش مقاومت به زمخت شدن رسوبات را دارند. در صورتی که لانتانید‌ها تأثیری بر سینتیک زمخت شدن رسوبات نمی‌گذارند.

## کاربردها[۴]

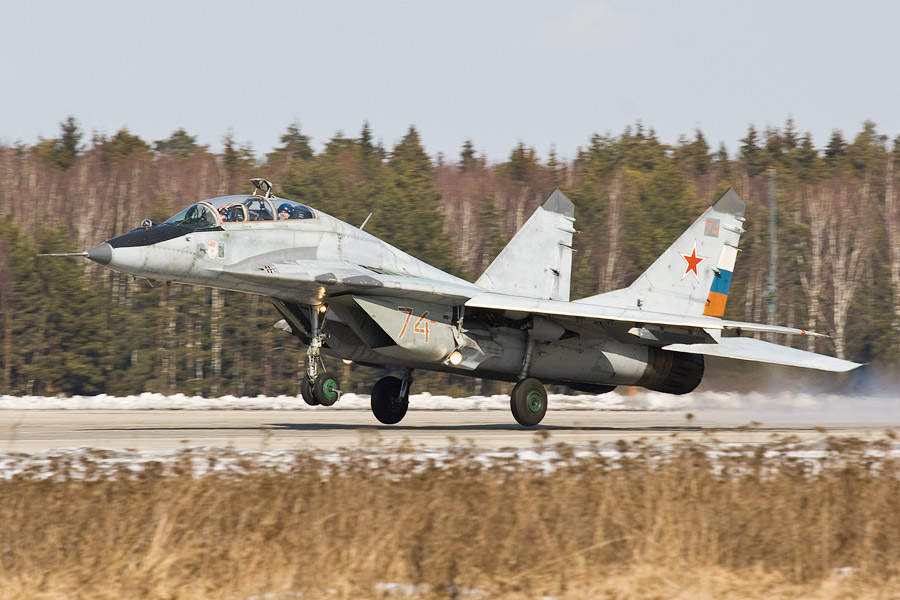
بخش‌هایی از جنگندهٔ میگ-۲۹ از آلیاژ آلومینیم-اسکاندیم ساخته شده‌اند.

همان‌گونه که پیش‌تر گفته شد، کاربرد آلیاژهای آلومینیم-اسکاندیم با وجود تمامی مزایای یاد شده به‌علت قیمت بالا و کمیاب بودن اسکاندیم، بسیار محدود است. برای مثال افزایش ۰٫۴٪ اسکاندیم قیمت آلیاژ را تا ۴ دلار به ازای هر کیلوگرم افزایش می‌دهد که قیمت را سه تا چهار برابر کرده است. این افزایش قیمت امروزه مناسب نیست و توجیه منطقی برای ساخت برخی وسایل را ندارد؛ بنابراین قیمت اسکاندیم باید کاهش بیشتری یابد تا بتوان با توجیه اقتصادی آن را به‌کار برد. این قیمت البته طی ۱۵ سال گذشته حدود ۳ تا ۱۰ برابر کاهش داشته است. همچنین کاهش چشمگیر قیمت برای آینده مورد انتظار است چراکه اخیراً تحقیقات گسترده‌ای روی استخراج اسکاندیم صورت پذیرفته است. کاربرد این آلیاژ اخیراً به مصارف کوچک و استراتژیک محدود شده است. برای مثال در روسیه بخش‌هایی از ابزار جنگی نیروی هوایی مانند موشک‌ها و هواپیمای جنگندهٔ میگ-۲۹ از آلیاژهای آلومینیم-لیتیم حاوی اسکاندیم ساخته شده است. سازندگان وسایل ورزشی مصرف‌کنندگان اصلی این دسته آلیاژها هستند. در سال ۱۹۹۷ نخستین چوب بیسبال از سری ×××۷ این آلیاژها ساخته شد. همین سری برای ساخت بدنهٔ دوچرخه مورد استفاده قرار گرفته است که باعث افزایش ۵۰٪ استحکام و کاهش ۱۲٪ وزن دوچرخه گردید. چوب چوگان، تیر چادر و بدنهٔ هفت‌تیرها نیز از دیگر کاربردهای آن‌هاست.
آلیاژهای آلومینیم حاوی اسکاندیم، مواد وعده داده شده برای صنایع هوافضا هستند. مثل سپرهای حرارتی، نوک هواپیما، چرخ‌ها، چرخ‌دنده‌ها، منبع سوخت و سیستم اگزوز و بدنهٔ هواپیما.